# 支持者山脈
85°04′S 169°30′E / 85.067°S 169.500°E
支持者山脈（英語：Supporters Range）是南極洲的山脈，位於杜費克海岸，處於凱爾蒂冰川和米爾斯特里姆冰川之間的米爾冰川東岸，屬於毛德王后山脈的一部分，由新西蘭探險隊命名。